# Amelogênese
Amelogênese é o processo de formação do esmalte dentário.
A amelogenese consiste em 2 fases: 
- secreção 
- maturação 
A secreção é feita pelos ameloblastos.